# Тепляков, Виталий
Виталий Тепляков (8 ноября 1969) — советский и туркменский футболист.

## Биография
В 1991 году выступал во второй низшей лиге СССР за «Небитчи». После распада СССР играл в чемпионате Туркменистана. С 1994 года — основной защитник команды «Ниса». В 1997 году дважды за короткий период забивал голы в свои ворота в дерби против «Копетдага» — в игре чемпионата страны и в проигранном финале Кубка Туркменистана.
В 1994—1996 годах выступал за сборную Туркменистана, участник Азиатских игр-94.

## Статистика
| Сезон   | Клуб    | Лига        | Чемпионат | Чемпионат |
| Сезон   | Клуб    | Лига        | Игры      | Голы      |
| ------- | ------- | ----------- | --------- | --------- |
| 1991    | Небитчи | Вторая лига | 46        | 1         |
| 1994    | Ниса    | Высшая лига | ?         | ?         |
| 1995    | Ниса    | Высшая лига | ?         | ?         |
| 1996    | Ниса    | Высшая лига | ?         | ?         |
| 1997/98 | Ниса    | Высшая лига | ?         | ?         |
| 1998/99 | Ниса    | Высшая лига | ?         | ?         |

## Достижения
- Чемпион Туркменистана 1996, 1999
- Обладатель Кубка Туркменистана 1998
- финалист Кубка Туркменистана 1997